# Kocsola
Kocsola è un comune dell'Ungheria centro-meridionale di 1 434 abitanti (dati 2008). È situato nella contea di Tolna.